# Fiat 1400/1900
O Fiat 1400 e o Fiat 1900 são automóveis de passeio produzidos pela fabricante automotiva italiana Fiat de 1950 a 1958 e de 1952 a 1959, respectivamente. Os dois modelos compartilhavam carroceria e plataforma, mas enquanto o 1400 de 1.4 litros era a oferta intermediária da Fiat, o sofisticado 1900 tinha um motor de 1.9 litros ampliado e acabamentos e equipamentos mais luxuosos, para servir como carro-chefe na linha do fabricante.
O 1400 marcou o primeiro modelo totalmente novo da Fiat no pós-guerra, seu primeiro carro monobloco e seu primeiro carro de passeio oferecido com motor a diesel. Foi também o primeiro automóvel de passeio produzido pelo fabricante espanhol SEAT e pelo fabricante iugoslavo Zastava.

## História
O Fiat 1400 foi apresentado no Salão Automóvel de Genebra de 1950. Foi o primeiro automóvel Fiat monobloco. Em 1953, a introdução de uma versão diesel com motor de 1900 cc marcou outra inovação da Fiat, embora a versão diesel fosse conhecida como 1400 Diesel.
Também em 1953, o 1400 entrou em produção em Espanha como SEAT 1400, o primeiro modelo produzido pela SEAT. No ano seguinte, também se tornou o primeiro automóvel de passeio produzido pela Crvena Zastava na República Socialista Federativa da Iugoslávia, o Zastava 1400 BJ. Equipado com um motor Steyr de 2,0 litros, foi produzido como "Steyr 2000" pela Steyr-Daimler-Puch AG na Áustria a partir de 1953.
O Fiat 1900, lançado em 1952, era um modelo sofisticado que usava a mesma carroceria do 1400, mas vinha com motor 1,9 litro e mais recursos padrão. O Fiat 1900 A com motor a gasolina, lançado em 1954, agora oferecia 70 cv. Excepcionalmente para aquela época, ele apresentava uma transmissão manual com mudança de coluna de 5 velocidades. Também oferecia uma embreagem operada hidraulicamente, a primeira tentativa de incursão da Fiat em transmissões automáticas.

## Modelos
| Modelo | Motor                    | Cilindradas | Potência | Sistema de combustível |
| ------ | ------------------------ | ----------- | -------- | ---------------------- |
| 1400   | OHV 4 cilindros em linha | 1395 cc     | 44-56 hp | carburador único       |
| 1400 D | OHV 4 cilindros em linha | 1901 cc     | 40 hp    | diesel                 |
| 1900   | OHV 4 cilindros em linha | 1901 cc     | 60-80 hp | carburador único       |

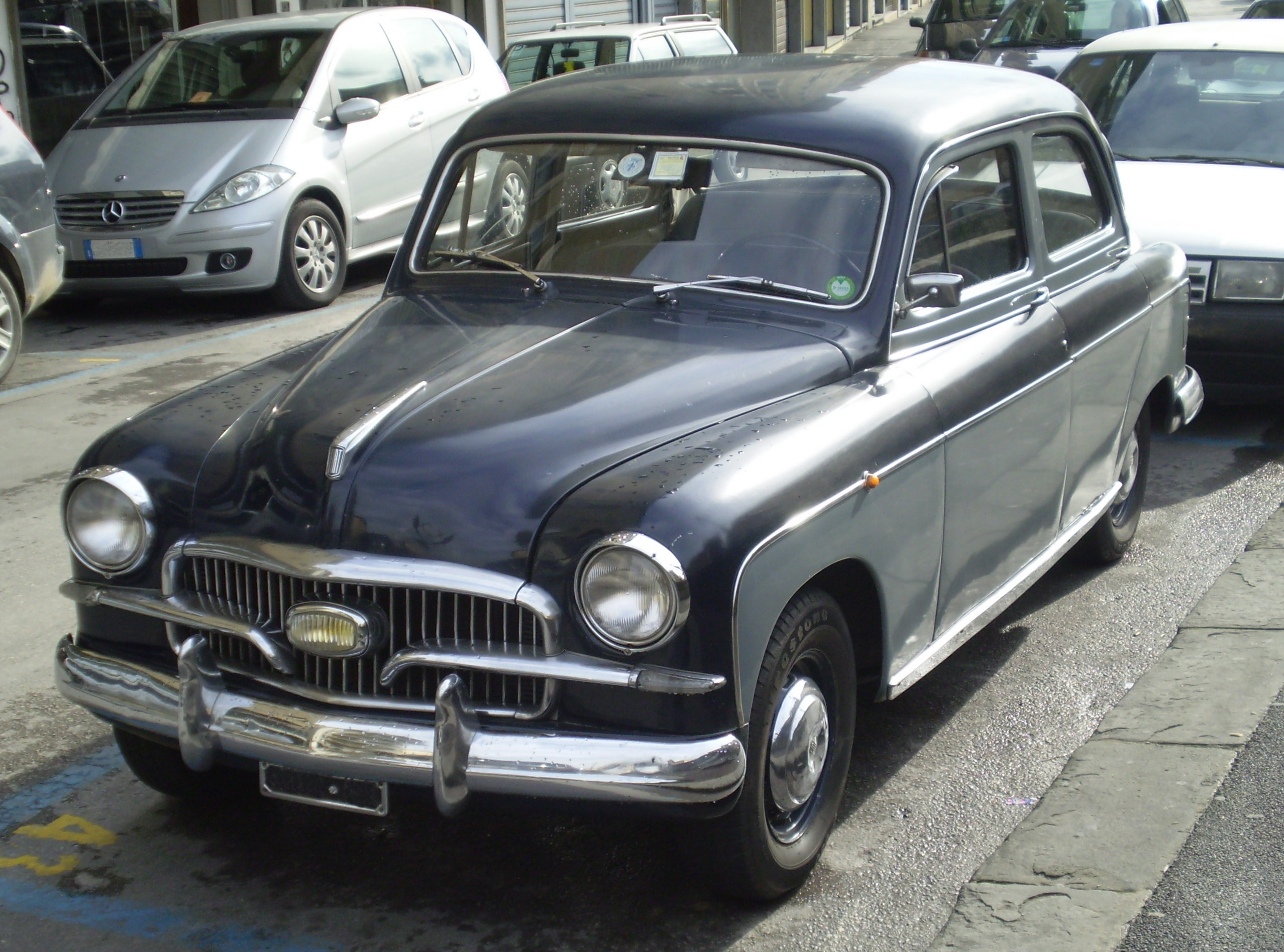
Fiat 1400 Berlina (1956)
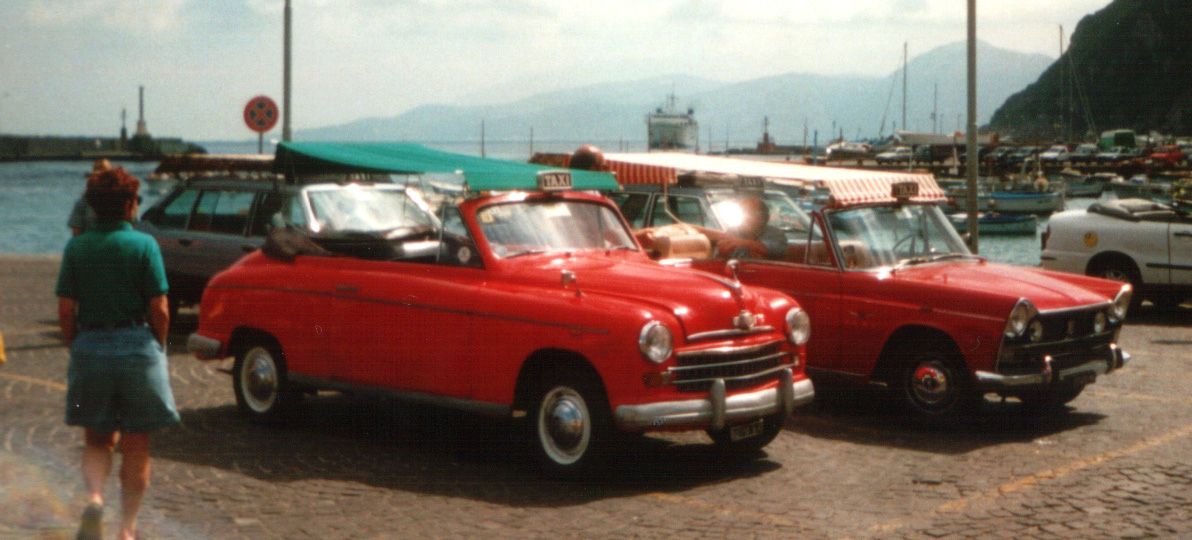
Fiat 1400 Cabriolet
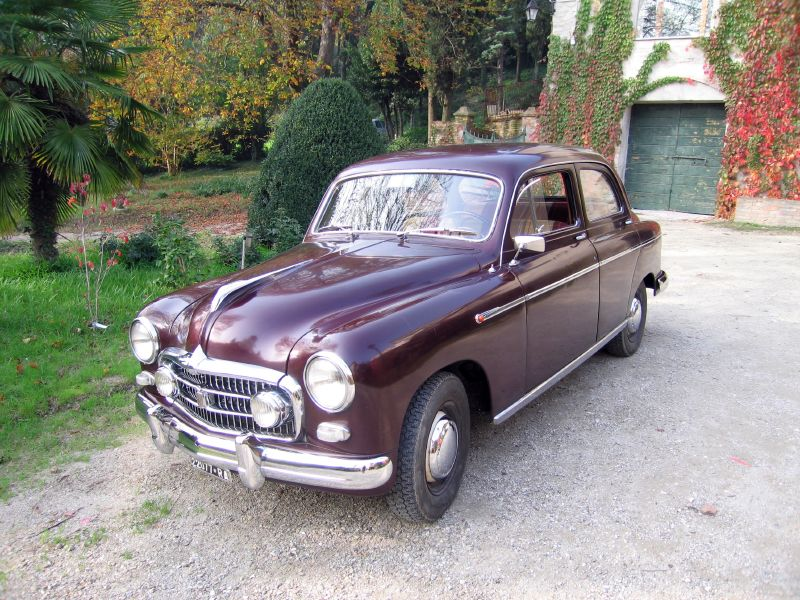
Fiat 1900 A Berlina
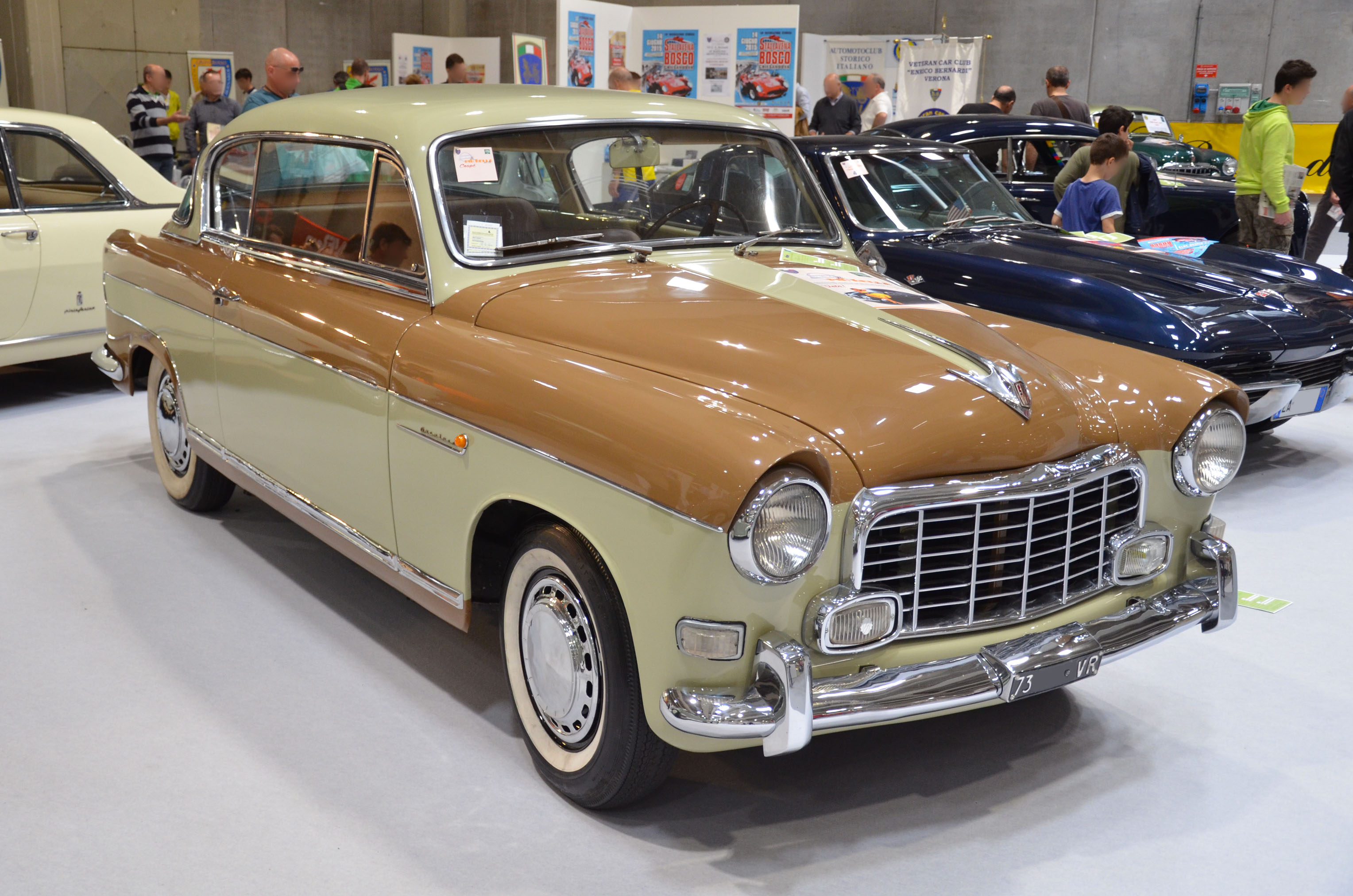
Fiat 1900 B Gran Luce
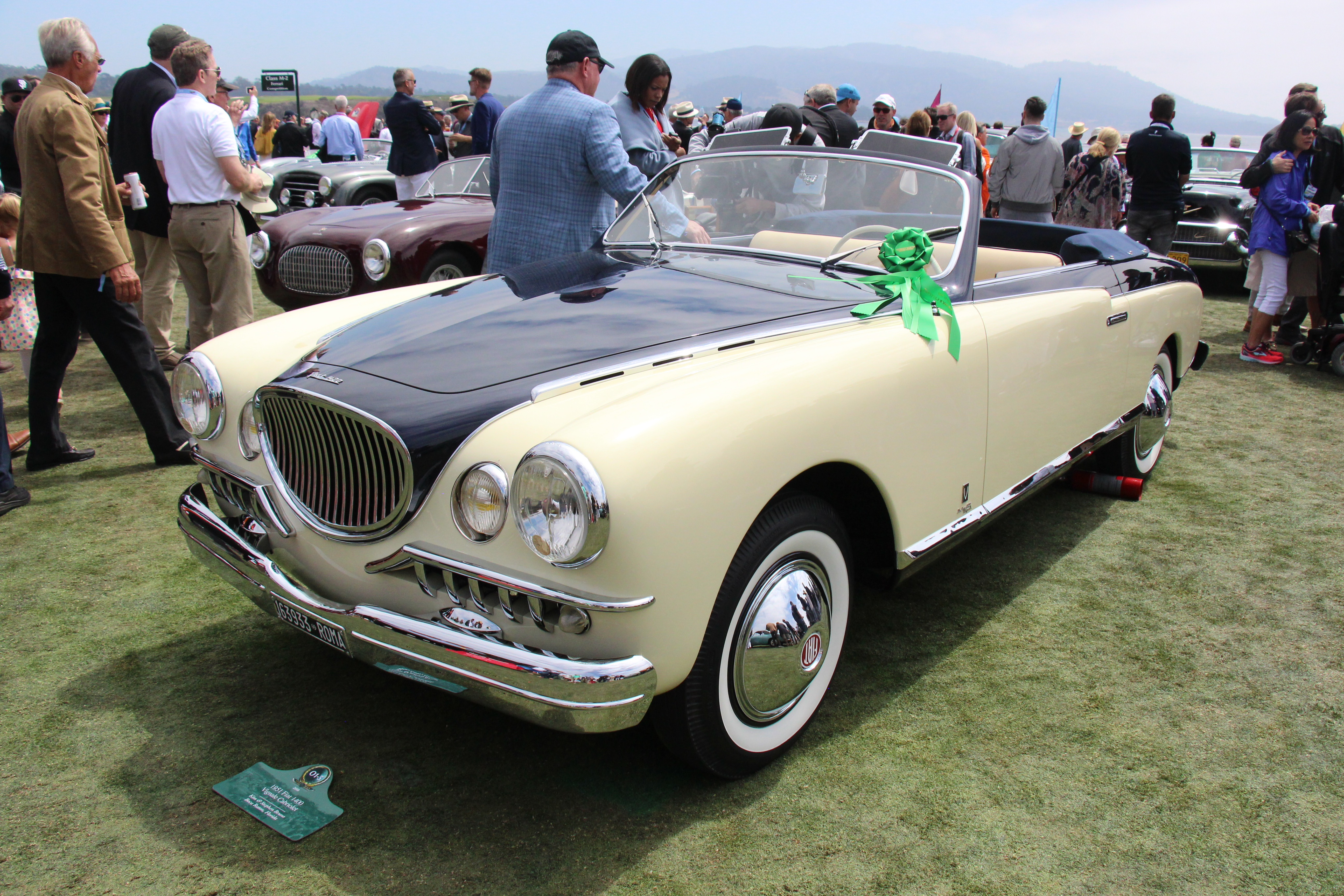
1951 Fiat 1400 Vignale Cabriolet